# Pipklubbsvamp
Pipklubbsvamp (Macrotyphula fistulosa) är en svampart. Macrotyphula fistulosa ingår i släktet Macrotyphula och familjen trådklubbor.

## Underarter
Arten delas in i följande underarter:
- contorta
- fistulosa

## Källor

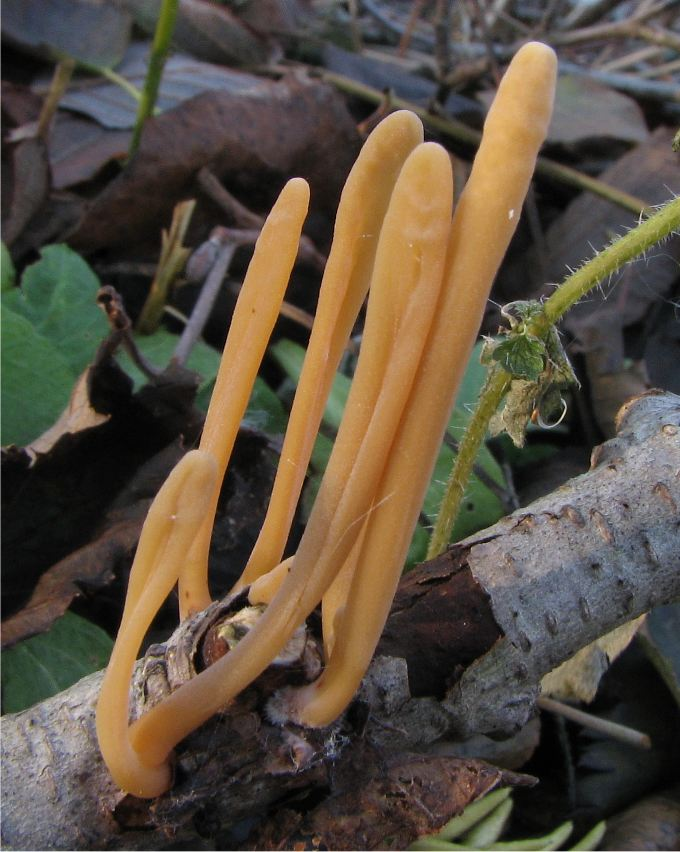
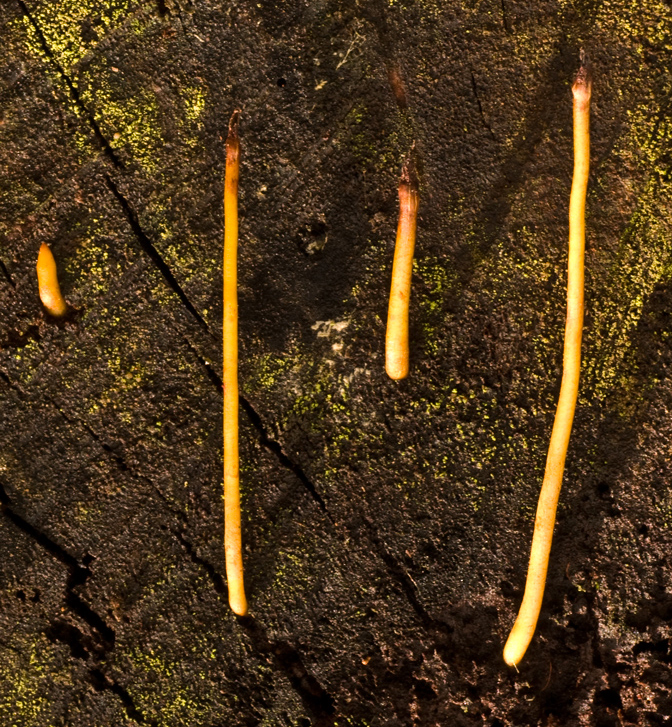
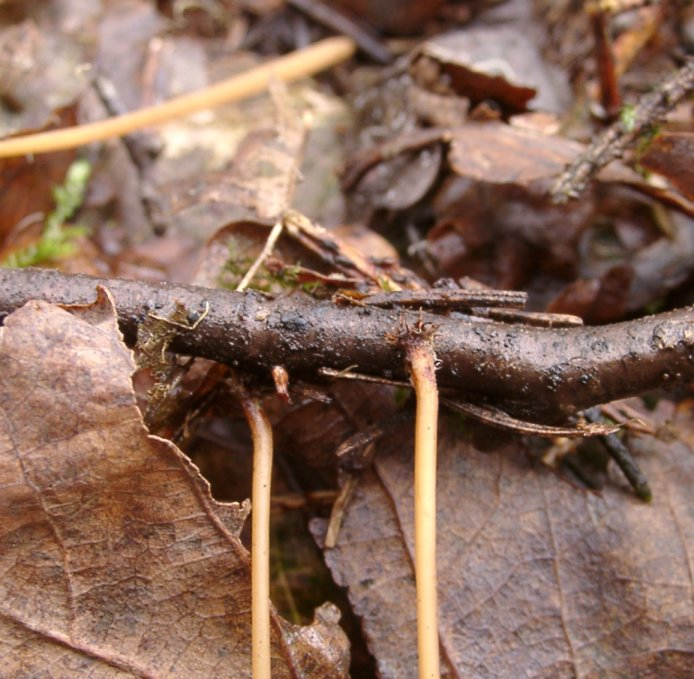
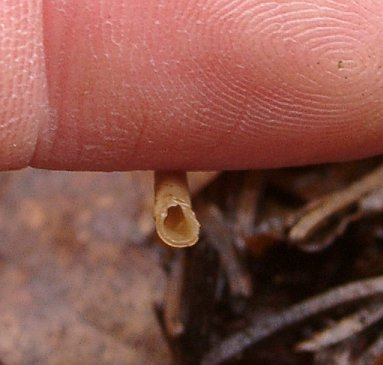
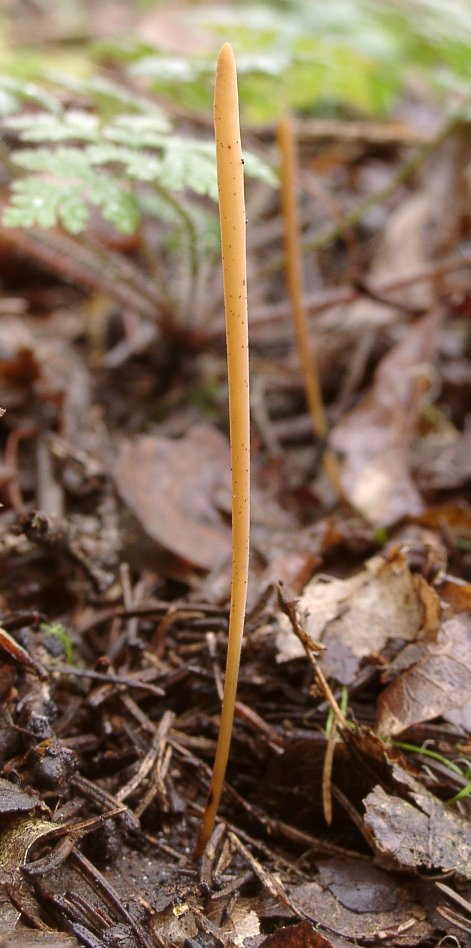